# Tanjung Balai
Tanjung Balai (Tanjungbalai) – miasto w Indonezji na wschodnim wybrzeżu Sumatry w prowincji Sumatra Północna. 
Leży u ujścia rzeki Asahan do cieśniny Malakka; powierzchnia 107,83 km²; 180 tys. mieszkańców (2022). 
Ośrodek regionu rolniczego; port morski (wywóz kauczuku, oleju palmowego, kopry, owoców cytrusowych); port lotniczy.